# Ipiaçu
Ipiaçu är en kommun i Brasilien.   Den ligger i delstaten Minas Gerais, i den sydöstra delen av landet, 400 km sydväst om huvudstaden Brasília. Antalet invånare är 4 106.
Omgivningarna runt Ipiaçu är en mosaik av jordbruksmark och naturlig växtlighet. Runt Ipiaçu är det glesbefolkat, med 19 invånare per kvadratkilometer.